# 中国国家体操队
中國國家体操隊代表中華人民共和國參加体操國際間團隊比賽，由中國体操協會管理。

## 教練名單
- 领队：

罗超毅
- 副领队：

- 教练员：

黄玉斌
- 翻译：

- 队医：

## 著名运动员
- 李宁
- 楼云
- 李小双
- 李小鹏
- 杨威
- 陈一冰